# HD 7199
HD 7199は、きょしちょう座にある8等星。周囲に1つの太陽系外惑星が発見されている。

## 特徴
| 太陽 | HD 7199   |
| ---- | --------- |
| 太陽 | Exoplanet |

HD 7199は、スペクトル型がK0 IV/VとされるK型の準巨星または主系列星である。半径は太陽とあまり変わらないが、表面温度や光度は太陽よりも下である。太陽と同じような、活動周期が存在することがわかっている。

## 惑星系
2011年、高精度視線速度系外惑星探査装置 (HARPS) の観測により、HD 7199の周りに1つの惑星が発見された。この惑星HD 7199 bは、下限質量が木星の4分の1程度で、公転周期は615日と推定される。
| 名称 （恒星に近い順） | 質量      | 軌道長半径 （天文単位） | 公転周期 (日) | 軌道離心率  | 軌道傾斜角 | 半径 |
| --------------------- | --------- | ----------------------- | ------------- | ----------- | ---------- | ---- |
| b (Hairu)             | > 0.27 MJ | 1.36 ± 0.02             | 615 ± 7       | 0.19 ± 0.16 | —          | —    |

## 名称
2019年、世界中の全ての国または地域に1つの系外惑星系を命名する機会を提供する「IAU100 Name ExoWorldsプロジェクト」において、HD 7199とHD 7199 bはモザンビーク共和国に割り当てられる系外惑星系となった。このプロジェクトは、「国際天文学連合100周年事業」の一環として計画されたイベントの1つで、モザンビーク国内での選考、国際天文学連合 (IAU) への提案を経て、太陽系外惑星とその母星に固有名が承認されるものであった。2019年12月17日、IAUから最終結果が公表され、HD 7199はEmiw、HD 7199 bはHairuと命名された。Emiwは、モザンビークの北部で使われているマクア語で「愛」を表す言葉。Hairuは、同じくマクア語で「協調」を表す言葉である。